# Lijst van afleveringen van de Lama's
Dit artikel geeft een overzicht van afleveringen van De Lama's.
| #                    | Nummer | Originele uitzenddatum                  | Gast                                                             | Lama's                                  |
| -------------------- | ------ | --------------------------------------- | ---------------------------------------------------------------- | --------------------------------------- |
| Seizoen 1: 2004      |        |                                         |                                                                  |                                         |
| 1                    | 1.1    | maandag 28 juni 2004                    | Yvon Jaspers                                                     | Ruben N., Arie, Martijn, Tijl           |
| 2                    | 1.2    | maandag 5 juli 2004                     | Jamai                                                            | Arie, Kristel, Martijn, Tijl            |
| 3                    | 1.3    | maandag 12 juli 2004                    | Ellen ten Damme                                                  | Ruben N., Arie, Kristel, Tijl           |
| 4                    | 1.4    | maandag 19 juli 2004                    | Georgina Verbaan                                                 | Ruben N., Arie, Martijn, Tijl           |
| 5                    | 1.5    | maandag 26 juli 2004                    | Horace Cohen                                                     | Ruben N., Kristel, Martijn, Tijl        |
| 6                    | 1.6    | maandag 2 augustus 2004                 | Bracha van Doesburgh                                             | Ruben N., Arie, Martijn, Kristel        |
| 7                    | 1.7    | maandag 9 augustus 2004                 | Ali B                                                            | Ruben N., Arie, Kristel, Tijl           |
| 8                    | 1.8*   | maandag 30 augustus 2004                | Compilatieaflevering seizoen 1                                   |                                         |
| 9                    | 1.9*   | dinsdag 21 december 2004 (kerstspecial) | Anita Witzier                                                    | Ruben vd M., Ruben N., Tijl, Sara       |
| Seizoen 2: 2005      |        |                                         |                                                                  |                                         |
| 8/10                 | 2.1    | maandag 7 maart 2005                    | George Baker                                                     | Ruben vd M., Ruben N., Tijl, Arie       |
| 9/11                 | 2.2    | maandag 14 maart 2005                   | Henkjan Smits                                                    | Ruben vd M., Ruben N., Tijl, Sara       |
| 10/12                | 2.3    | maandag 21 maart 2005                   | Nance                                                            | Ruben vd M., Ruben N., Tijl, Sara       |
| 11/13                | 2.4    | maandag 28 maart 2005                   | Gijs Staverman                                                   | Ruben vd M., Ruben N., Tijl, Sara       |
| 14                   | 2.5*   | zaterdag 30 april 2005 (special)        | Maartje van Weegen (de koninklijke lama's)                       | Ruben vd M., Ruben N., Tijl, Arie       |
| Seizoen 3: 2005      |        |                                         |                                                                  |                                         |
| 15                   | 3.1    | zaterdag 9 juli 2005                    | Compilatieaflevering seizoen 2                                   |                                         |
| 12/16                | 3.2    | zaterdag 16 juli 2005                   | Irene Moors                                                      | Ruben vd M., Ruben N., Tijl, Arie       |
| 13/17                | 3.3    | zaterdag 23 juli 2005                   | Ernst Daniël Smid                                                | Ruben N., Arie, Tijl, Sara              |
| 14/18                | 3.4    | zaterdag 30 juli 2005                   | Floortje Dessing                                                 | Ruben vd M., Arie, Tijl, Sara           |
| 15/19                | 3.5    | zaterdag 6 augustus 2005                | Giel Beelen                                                      | Ruben vd M., Arie, Tijl, Sara           |
| 16/20                | 3.6    | zondag 14 augustus 2005                 | Annemieke Verdoorn                                               | Ruben vd M., Ruben N., Arie, Sara       |
| 17/21                | 3.7    | zondag 21 augustus 2005                 | Guus Meeuwis                                                     | Ruben vd M., Ruben N., Tijl, Sara       |
| Seizoen 4: 2005-2006 |        |                                         |                                                                  |                                         |
| 18/22                | 4.1    | zaterdag 24 december 2005               | Annette Barlo                                                    | Ruben vd M., Ruben N., Arie, Sara       |
| 19/23                | 4.2    | zaterdag 31 december 2005               | Jeroen van Koningsbrugge                                         | Ruben vd M., Ruben N., Tijl, Arie       |
| 20/24                | 4.3    | zaterdag 7 januari 2006                 | Antoinette Hertsenberg                                           | Ruben vd M., Ruben N., Tijl, Sara       |
| 21/25                | 4.4    | zaterdag 14 januari 2006                | Jan Joost van Gangelen                                           | Ruben vd M., Tijl, Arie, Sara           |
| 22/26                | 4.5    | zaterdag 21 januari 2006                | Lange Frans en Baas B                                            | Ruben vd M., Ruben N., Tijl, Arie       |
| 23/27                | 4.6    | zaterdag 28 januari 2006                | Birgit Schuurman                                                 | Ruben N., Tijl, Arie, Sara              |
| 28                   | 4.7    | zaterdag 4 februari 2006                | Compilatieaflevering seizoen 4                                   |                                         |
| Seizoen 5: 2006      |        |                                         |                                                                  |                                         |
| 24/29                | 5.1    | zaterdag 12 augustus 2006               | John de Wolf                                                     | Ruben vd M., Ruben N., Tijl, Sara       |
| 25/30                | 5.2    | zaterdag 19 augustus 2006               | Viola Holt                                                       | Ruben N., Tijl, Arie, Sara              |
| 26/31                | 5.3    | zaterdag 26 augustus 2006               | Arie Boomsma                                                     | Ruben vd M., Ruben N., Tijl, Sara       |
| 27/32                | 5.4    | zaterdag 2 september 2006               | Barbara de Loor                                                  | Ruben vd M., Ruben N., Tijl, Sara       |
| 28/33                | 5.5    | vrijdag 8 september 2006                | Yolanthe Cabau van Kasbergen                                     | Ruben vd M., Ruben N., Tijl, Sara       |
| 29/34                | 5.6    | vrijdag 15 september 2006               | Edo Brunner                                                      | Ruben vd M., Ruben N., Tijl, Arie       |
| 30/35                | 5.7    | vrijdag 22 september 2006               | Geert Wilders                                                    | Ruben vd M., Ruben N., Tijl, Sara       |
| 31/36                | 5.8    | vrijdag 29 september 2006               | Marga van Praag                                                  | Ruben vd M., Ruben N., Tijl, Arie       |
| 32/37                | 5.9    | vrijdag 6 oktober 2006                  | Bert Kuizenga                                                    | Ruben vd M., Ruben N., Tijl, Sara       |
| 33/38                | 5.10   | vrijdag 13 oktober 2006                 | Jody Bernal                                                      | Ruben vd M., Ruben N., Tijl, Arie       |
| 34/39                | 5.11   | vrijdag 20 oktober 2006                 | Alexander Pechtold                                               | Ruben vd M., Ruben N., Tijl, Arie       |
| 35/40                | 5.12   | vrijdag 27 oktober 2006                 | Chantal Janzen                                                   | Ruben vd M., Ruben N., Tijl, Arie       |
| 36/41                | 5.13   | vrijdag 3 november 2006                 | Ruud de Wild                                                     | Ruben vd M., Ruben N., Tijl, Arie, Sara |
| 42                   | 5.14   | vrijdag 10 november 2006                | Compilatieaflevering seizoen 5                                   |                                         |
| Seizoen 6: 2007      |        |                                         |                                                                  |                                         |
| 37/43                | 6.1    | vrijdag 16 maart 2007                   | Ad-Just Bouwman                                                  | Ruben vd M., Ruben N., Tijl, Jeroen     |
| 38/44                | 6.2    | vrijdag 23 maart 2007                   | Beau van Erven Dorens                                            | Ruben vd M., Ruben N., Tijl, Jeroen     |
| 39/45                | 6.3    | vrijdag 30 maart 2007                   | Fajah Lourens                                                    | Ruben vd M., Ruben N., Tijl, Jeroen     |
| 40/46                | 6.4    | vrijdag 6 april 2007                    | Gordon                                                           | Ruben vd M., Ruben N., Tijl, Jeroen     |
| 41/47                | 6.5    | vrijdag 13 april 2007                   | Froukje de Both                                                  | Ruben vd M., Ruben N., Tijl, Jeroen     |
| 42/48                | 6.6    | vrijdag 20 april 2007                   | Valerio Zeno                                                     | Ruben vd M., Ruben N., Tijl, Ad-Just    |
| 43/49                | 6.7    | vrijdag 27 april 2007                   | Matthijs van Nieuwkerk                                           | Ruben vd M., Ruben N., Tijl, Jeroen     |
| 44/50                | 6.8    | vrijdag 4 mei 2007                      | Ellemieke Vermolen                                               | Ruben vd M., Ruben N., Tijl, Jandino    |
| 45/51                | 6.9    | vrijdag 11 mei 2007                     | Cor Bakker                                                       | Ruben vd M., Ruben N., Tijl, Jeroen     |
| 52                   | 6.10   | vrijdag 18 mei 2007                     | Compilatieaflevering seizoen 6                                   |                                         |
| 53                   | 6.11*  | vrijdag 25 mei 2007 (special)           | Geen gast aanwezig. Korte aflevering ter ere van Bart de Graaff. | Ruben vd M., Ruben N., Tijl, Jeroen     |
| Seizoen 7: 2007      |        |                                         |                                                                  |                                         |
| 46/54                | 7.1    | vrijdag 14 september 2007               | Fatima Moreira de Melo                                           | Ruben vd M., Ruben N., Tijl, Jeroen     |
| 47/55                | 7.2    | vrijdag 21 september 2007               | Rob Kamphues                                                     | Ruben vd M., Ruben N., Tijl, Jeroen     |
| 48/56                | 7.3    | vrijdag 28 september 2007               | Guus Meeuwis, 50e aflevering, extra lang**                       | Ruben vd M., Ruben N., Tijl, Jeroen     |
| 49/57                | 7.4    | vrijdag 5 oktober 2007                  | Tatum Dagelet                                                    | Ruben vd M., Ruben N., Tijl, Jeroen     |
| 50/58                | 7.5    | vrijdag 12 oktober 2007                 | Marianne Thieme                                                  | Ruben vd M., Arie, Tijl, Jeroen         |
| 51/59                | 7.6    | vrijdag 19 oktober 2007                 | Jan Vayne                                                        | Ruben vd M., Ruben N., Tijl, Jeroen     |
| 52/60                | 7.7    | vrijdag 26 oktober 2007                 | Daphne Deckers                                                   | Ruben vd M., Ruben N., Tijl, Jeroen     |
| 53/61                | 7.8    | vrijdag 2 november 2007                 | Mimoun Oaïssa                                                    | Ruben vd M., Ruben N., Tijl, Jeroen     |
| Seizoen 8: 2008      |        |                                         |                                                                  |                                         |
| 62                   | 8.1    | vrijdag 25 januari 2008                 | Compilatieaflevering seizoen 7                                   |                                         |
| 54/63                | 8.2    | vrijdag 1 februari 2008                 | Jim Bakkum                                                       | Ruben vd M., Ruben N., Tijl, Jeroen     |
| 55/64                | 8.3    | vrijdag 8 februari 2008                 | Loretta Schrijver                                                | Ruben vd M., Ruben N., Tijl, Jeroen     |
| 56/65                | 8.4    | vrijdag 15 februari 2008                | René Froger                                                      | Ruben vd M., Ruben N., Tijl, Jeroen     |
| 57/66                | 8.5    | vrijdag 22 februari 2008                | Humberto Tan                                                     | Ruben vd M., Ruben N., Tijl, Jeroen     |
| 58/67                | 8.6    | vrijdag 29 februari 2008                | Cecile Sinclair                                                  | Ruben vd M., Ruben N., Tijl, Jeroen     |
| 59/68                | 8.7    | vrijdag 7 maart 2008                    | Peter van der Vorst                                              | Ruben vd M., Ruben N., Tijl, Jeroen     |
| 60/69                | 8.8    | vrijdag 14 maart 2008                   | Roel van Velzen                                                  | Ruben vd M., Ruben N., Tijl, Jeroen     |
| 61/70                | 8.9    | vrijdag 21 maart 2008                   | John van den Heuvel                                              | Ruben vd M., Ruben N., Tijl, Jeroen     |
| 62/71                | 8.10   | vrijdag 28 maart 2008                   | Caroline Tensen                                                  | Ruben vd M., Ruben N., Tijl, Jeroen     |
| 63/72                | 8.11   | vrijdag 4 april 2008                    | Erik Hulzebosch                                                  | Ruben vd M., Ruben N., Tijl, Jeroen     |
| Seizoen 9: 2008      |        |                                         |                                                                  |                                         |
| 73                   | 9.1    | vrijdag 29 augustus 2008                | Compilatieaflevering seizoen 8                                   |                                         |
| 64/74                | 9.2    | vrijdag 5 september 2008                | Hans Klok                                                        | Ruben vd M., Ruben N., Tijl, Jeroen     |
| 65/75                | 9.3    | vrijdag 12 september 2008               | Marjon de Hond                                                   | Ruben vd M., Ruben N., Tijl, Jeroen     |
| 66/76                | 9.4    | vrijdag 19 september 2008               | Leontien Borsato                                                 | Ruben vd M., Ruben N., Tijl, Jeroen     |
| 67/77                | 9.5    | vrijdag 26 september 2008               | Joop Braakhekke                                                  | Ruben vd M., Ruben N., Tijl, Jeroen     |
| 68/78                | 9.6    | vrijdag 3 oktober 2008                  | Jeroen van der Boom                                              | Ruben vd M., Ruben N., Tijl, Jeroen     |
| 69/79                | 9.7    | vrijdag 10 oktober 2008                 | Xander de Buisonjé                                               | Ruben vd M., Ruben N., Tijl, Jeroen     |
| 70/80                | 9.8    | vrijdag 17 oktober 2008                 | Goedele Liekens                                                  | Ruben vd M., Ruben N., Tijl, Jeroen     |
| 71/81                | 9.9    | vrijdag 24 oktober 2008                 | Femke Halsema                                                    | Ruben vd M., Ruben N., Tijl, Jeroen     |
| 72/82                | 9.10   | vrijdag 31 oktober 2008                 | Danny de Munk                                                    | Ruben vd M., Ruben N., Tijl, Jeroen     |
| 73/83                | 9.11   | vrijdag 7 november 2008                 | Heleen van Royen                                                 | Ruben vd M., Ruben N., Tijl, Jeroen     |
| 84                   | 9.12   | vrijdag 14 november 2008                | Compilatieaflevering seizoen 9                                   |                                         |
| 85                   | 9.13   | donderdag 25 december 2008 (special)    | Afscheidstour de Lama's                                          | Ruben vd M., Ruben N., Tijl, Jeroen     |

* Deze aflevering staat niet online op Uitzending Gemist.

** De makers van het programma tellen de koninklijke en de kerst special ook mee in het aantal afleveringen.